# @okayama
『@okayama』（あっとおかやま）とは、NHK岡山放送局が岡山県内向けに放送している地域情報番組。

## 番組概要
2017年8月1日放送開始。岡山県内の課題や身近な話題、地域が求める情報をドキュメンタリーからスタジオ・トークまで幅広いジャンルでお届けするほか、岡山県がテーマとなった全国放送番組（「小さな旅」、「イッピン」など）を改めて放送する。

## 放送時間
初回放送
- 総合テレビ 金曜（不定期） 19:30 - 19:55
  - 該当時間帯は原則「コネクト」（NHK中国ブロック）を放送[3]。
  - 放送回によって20時台まで拡大する場合や、別曜日に放送する回もある。

再放送
- 総合テレビ 土曜（不定期） 7:30 - 7:55
  - 番組編成上の都合で、土曜が本放送となる回がある。

その他
- NHK広島放送局でも不定期で遅れ放送することがある（主に土曜7:30 - 7:55または11:15 - 11:40に放送[4]。広島県ローカルと中国ブロックネットのいずれか）
  - 上記の広島局での放送を岡山局を含む中国ブロックネット（岡山局では再放送扱い）とする場合、番組送出は広島局が担当のため、2021年5月以降は岡山他4局の設備更新以前からチャンネルロゴ表示が入る。
  - 2023年7月14日放送分は広島局・岡山局の共同制作により、『コネクト×@Okayama』の番組名で「コネクトドキュメント 広島×岡山」を広島局・岡山局の2局ネットで放送。なお、鳥取局・松江局は『さんいんスペシャル 「島で生きるわたしたち～隠岐島前高校　島留学物語～」』を、山口局は『Yスペ! 「いかちゃんと行く! ぶちうまレシピ旅」』を放送した。その後、2023年9月16日（土曜日）の11:15 - 11:42に改めて中国地方全域で放送された（広島局・岡山局では再放送の、鳥取局・松江局・山口局では初回放送の扱い。番組送出は広島局が担当）。
- 『NHK地域局発』『Dear にっぽん』[5]（以上NHK総合テレビ）や『中国地方推し!』（NHK BS1）で不定期で全国放送することがある。
- 2023年7月28日放送分は松江放送局との共同制作（広島局も参加）により、『@okayama×さんいんスペシャル』のタイトルで「あのときを取材中「岡山×島根」」を松江局・岡山局の2局ネットで放送。なお、鳥取局は過去の全国放送からの再放送として『小さな旅 「恵みの池 笑顔あふれて 〜鳥取県 東郷池〜」』を放送した。なお、広島局は『コネクト「ひろしま登山歩スペシャル」』を、山口局は『うまいッ! 「たまげる大きさ! たまげる美味! 萩たまげなす～山口・萩市～」』放送。その後、2023年8月26日（土曜日）の11:15 - 11:42に広島県以外の中国4県で改めて放送（広島局は『第90回NHK全国学校音楽コンクール 広島県コンクール～小学校の部～』を放送。鳥取局・山口局では初回放送の、岡山局・松江局では再放送の扱い。広島局では他の4局で2回目の再放送となった2024年5月11日〈土曜日〉の7:30 - 7:55にて初回放送となった）。